# جبل مكيمن
جبل المكيمن جبل أحمر في المدينة المنورة، يبعد عنها 7 كم، يقع ما بين عروة وذو الحليفة. يفصل بينه وبين جبل حبش وادي النقي. وهو جنوب غربي جماء تضارع للذاهب إلى الميقات على اليسار عند جسر العقيق وتحته حديقة تسمى حديقة الوادي وهو مشرف على وادي المكين ويبعد عن الحرم الشريف ثمانية كم وعنده أكمل الصحابي عبد الله بن أنيس رضي الله عنه رجم الصحابي ماعز رضي الله عنه حين رجم في الزنا.

## الوصف
جبيل أحمر تخاله عدة جبيلات تفصلها عن بعضها ثنيات وممرات لأودية فيها، ويفصل هذا الجبيل عن الجماء وادٍ كبير وعليه جسر ضخم يمر فوقه طريق جدة المار بذي الحليفة ويصب هذا الوادي في العقيق قبيل بئر عروة من غربي ثنية الحرة الغربية المطلة على العقيق والتي كانت عندها منازل أبي هريرة وأولاده، وفي مصب وادي العقيق كانت تقع مزارعهم ويأتي سيل المكيمن من الجبال الغربية ماراً بسهل فسيح هو سهل الجثجاثة وكان هذا السهل حمى وكانت إبل الرسول ﷺ ترعى فيه أحياناً. وفيه غدر العرنيون الذين استوخموا المدينة وطلبوا من النبي ﷺ أن يأذن لهم في الخروج في الإبل ليشربوا من ألبانها وأبوالها فلما خرجوا وسمنوا قتلوا راعي الرسول ﷺ واستاقوا إبله، فجيء بهم إلى النبي ﷺ فقطع أيديهم وأرجلهم من خلاف وسمل أعينهم وتركهم في الحرة الغربية من جهة المنارتين يستسقون فلا يسقون كما فعلوا براعي رسول الله ﷺ وهم الذين أنزل الله فيهم قوله: (إنما جزاء الذين يحاربون الله ورسوله ويسعون في الأرض فساداً أن يقتلوا أو يصلبوا أو تقطع أيديهم وأرجلهم من خلاف أو ينفوا من الأرض) وقد عملت أمانة المدينة منتزهاً في وادي المكيمن وعملت له مدرجاً على جبل المكيمن. وقد ذكر المكيمن في أثر نبوي (إذا سال المكيمن فذلكم الربيع فذلكم الربيع). وقد ورد ذكره أيضاً في شعر عدي بن الرقاع قال:
أطربت أم رفعت لعينك غدوة بين المكيمن والزجيج حمول
رحلاً تراوحها الحداة فجسها وضح النهار إلى العشي قليل 

## التسمية
تصغير مكمن، ويقال: مكيمن الجماء، وهو الجبل المتصل بجماء تضارع ببطن العقيق، وفي أخبار مكة لابن شبة أنه كان بجماء العاقر بعقيق المدينة صنم يقال له المكيمن، فلعله سبب التسمية لقرب جماء العاقر منه، وقد ردّه إلى مكبره سعيد بن عبد الرحمن بن ثابت فقال:
عفا مكمن الجماء من أم عامر...فسلع عفا منها فحرة واقم.

## طريق المكيمن
قال رسول الله ﷺ حين فصل من بيوت السقيا: (اللهم إنهم حفاة فاحملهم، وعراة فاكسهم، وجياع فأَشبعهم، وعالة فأَغنهم من فضلك)
قال: فما رجع أَحد منهم يريد أَن يركب إلا وجد ظهرا، للرجل البعير والْبعيران، واكتسى من كان عارِيا، وأَصابوا طعاما من أَزوادهم، وأَصابوا فداء الْأسرى فأَغنى به كل عائل. واستعْمل رسول الله صلى اللّه عليه وسلم على الْمشاة قيس بن أبي صعصعة -واسم أبي صعصعة عمرو بن زيد ابن عوف بن مبذول- وأَمره النبي صلى اللَّه عليه وسلم حينَ فصل من بيوت السقيا أَن يعد المسلمين. فوقف لهم ببئر أَبي عنبة فعدهم، ثم أَخبر النبي . وخرج رسول الله صلى اللَّه عليه وسلم من بيوت السقيا حتى سلك بطن الْعقيق، ثم سلك طرِيق المكيمن حتى خرج على بطحاء ابن أزهر، فنزل تحت شجرة هناك، فقام أبو بكر الصديق رضي الله عنه إلى حجار، فبنى تحتها مسجدا، فصلى فيه رسول الله صلى اللَّه عليه وسلم. وأَصبح يوم الاثنين فهو هناك، وأَصبح ببطن ملل وتربان، بين الحفيرة وملل.

## وصلات خارجية
- تعرّف أكثر جبل المكيمن
- تعرّف أكثر على وادي العقيق
- تعرّف أكثر على جبال الجماوات